# 大輋
大輋為香港沙田區的一條鄭姓村落。與黃泥頭同宗同源，後部分鄭氏遷至現址建村，建村年份可追索到200年前。

## 鄉郊一般選舉

### 2015年鄉郊一般選舉
原居民代表：
- 鄭才 (自動當選)[1]

居民代表
- 鄭俊文 (自動當選)[2]